# Logan Mader

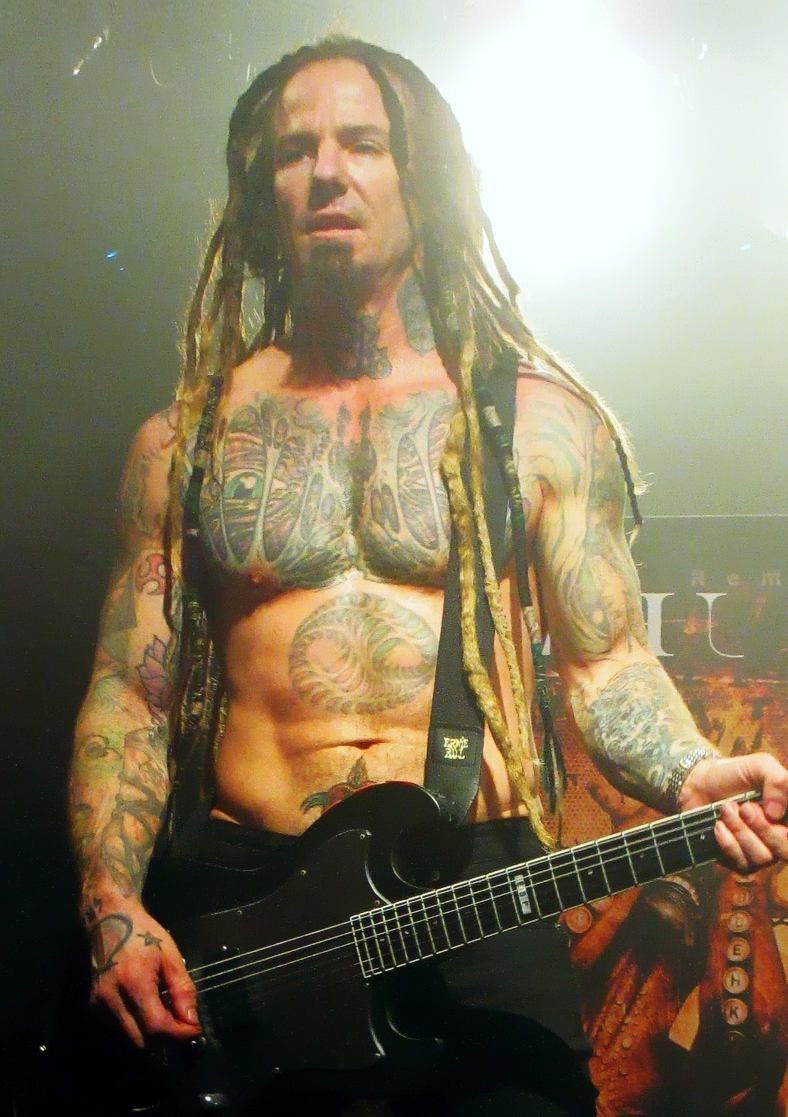
Mader, 2015

Logan Mader (1970) is een heavymetalgitarist,
Mader was de eerste leadgitarist van de band Machine Head. Hij is te horen op de albums "Burn My Eyes" (1994) en "The More Things Change..." (1997). Hij werd ontslagen uit Machine Head, door meningsverschillen over media-aandacht. Nadien speelde hij in Soulfly tijdens de Europese tour in 1998. Hoewel het de bedoeling was dat hij definitief tot de groep zou toetreden, formeerde hij tegelijkertijd de groep Mystriss. Daarover ontstond binnen Soulfly onenigheid en nadat Mader niet kwam opdagen voor een soundcheck, moest hij de groep in januari 1999 verlaten. Met zijn vriend Whitfield Crane (ex-Ugly Kid Joe en ex-Life of Agony) richtte hij vervolgens de band Medication op. Deze band maakte slechts een ep en het album "Prince Valium", en ging in 2003 uit elkaar. 
Anno 2005 produceert en mixt Mader cd's van andere artiesten, zoals Fall To Grace, K-again, Silent Civilians, Contra. Ook produceerde hij de debuut-cd van de Amerikaans/Nederlandse Metal band Demia.
Met Tom Holkenborg alias Junkie XL nam hij de soundtrack van een game op.
Ook werkt hij mee aan de cd "The All-Star Sessions" die ter gelegenheid van het 25-jarig bestaan van platenlabel Roadrunner Records in 2005 is uitgekomen.
In 2014 heeft Mader de band Once Human opgericht.
- MusicBrainz: ec3ba94c-ff60-45c2-aa91-eeed57effeb7
- Nationale Bibliotheek van Tsjechië: xx0189768
- Virtual International Authority File: 311580704